# Archimantis brunneriana
Archimantis brunneriana är en bönsyrseart som beskrevs av Henri Saussure 1871. Archimantis brunneriana ingår i släktet Archimantis och familjen Mantidae. Inga underarter finns listade i Catalogue of Life.